# Tormenta de Kona

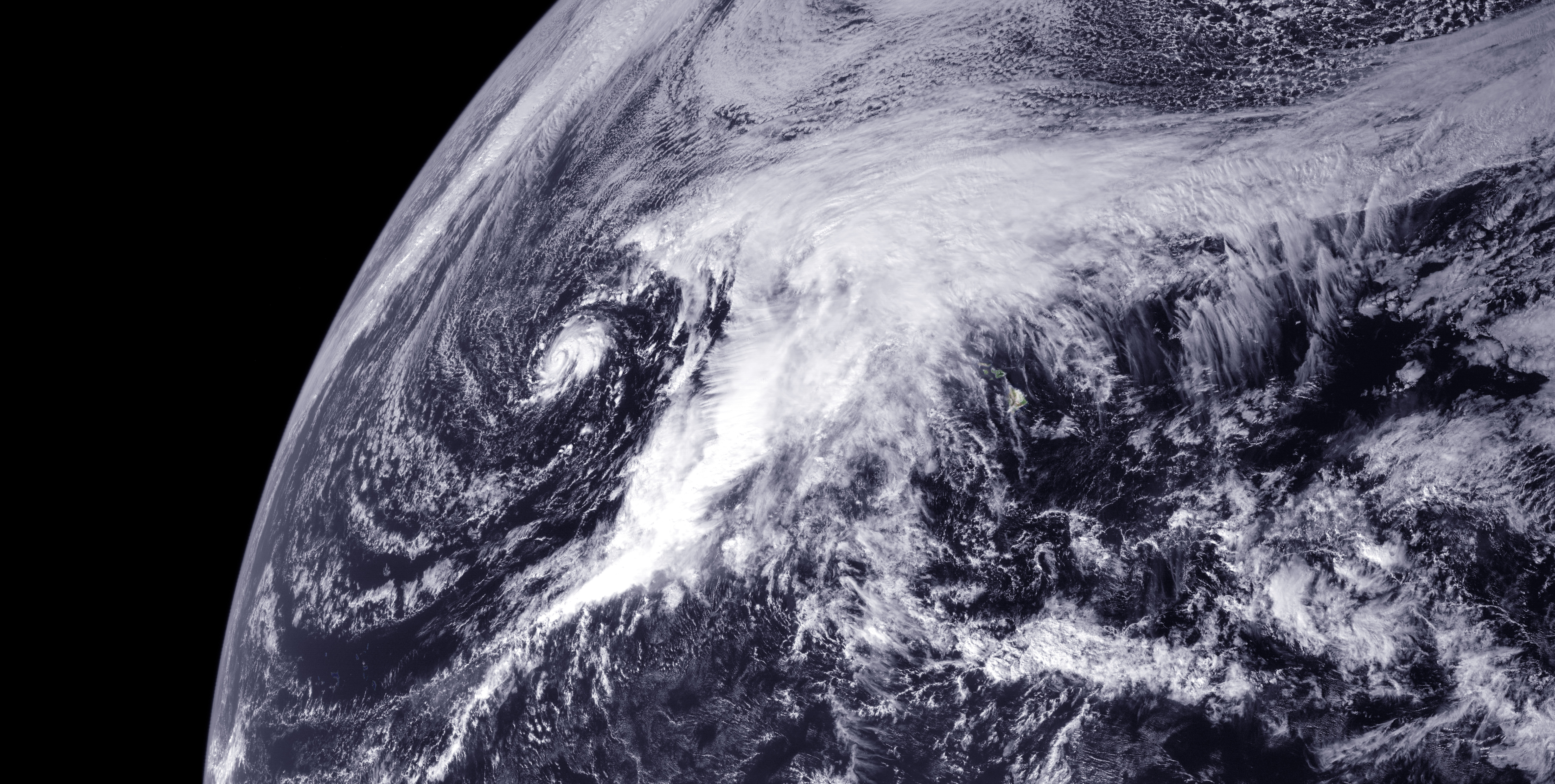
Una tormenta subtropical el 19 de diciembre de 2010, originalmente una tormenta de Kona

Las tormentas de Kona (también llamadas bajas de Kona) son un tipo de ciclón estacional en las islas de Hawái, que generalmente se forman en el invierno a partir de los vientos provenientes de la dirección "kona" del oeste (normalmente sotavento). Son principalmente ciclones de núcleo frío, que los ubican en el ciclón extratropical en lugar de la categoría de ciclones subtropicales. En general, Hawái experimenta de dos a tres al año, lo que puede afectar al estado por una semana o más. Entre sus peligros se encuentran la lluvia intensa, las tormentas de granizo, las inundaciones repentinas y sus deslizamientos de tierra asociados, la nieve a gran altura, los vientos fuertes que causan grandes olas y oleajes, y las trombas marinas.

## Origen del término
Kona es un término de lenguaje hawaiano (relacionado con palabras similares en otras lenguas polinesias) para el lado occidental (al sudoeste) de una isla. El Distrito de Kona, por ejemplo, en la Isla de Hawái todavía usa este nombre. Aunque normalmente son secos y de sotavento, los vientos alisios tradicionales del este (al noreste) disminuyen y retroceden durante uno de estos ciclones.

## Características

### Ciclones tropicales
Una vez denominado ciclones subtropicales, un cambio en la definición del término a principios de la década de 1970 hace que la clasificación de los sistemas no sea sencilla. Los bajos de Kona suelen ser núcleos fríos, lo que los convierte en ciclones extratropicales. Sin embargo, generalmente comparten la característica del ciclón subtropical de perder sus frentes climáticos asociados con el tiempo, ya que los ciclones tienden a retroceder lentamente.
Otkin y Martin identificaron tres tipos de tormentas de kona: ciclones de ciclogénesis frontal en frío (CFC), vientos del este de vientos alisios y ciclogénesis de vientos fríos / delanteros y ciclones de vientos del este. De los tres, los ciclones de CFC son los más comunes.
Las precipitaciones en una tormenta de Kona son más pronunciadas que las de un frente frío, y son más intensas de sur a este de la tormenta y frente al centro de la tormenta. Las lluvias constantes pueden durar desde varias horas hasta días, y las tormentas de mayor duración suelen interrumpirse debido a los intervalos de lluvias más ligeras y la limpieza parcial. Lluvias intensas pueden aparecer en lluvias más moderadas pero constantes.